# Joris Delle
Joris Delle (* 29. März 1990 in Briey) ist ein französischer Fußballtorhüter.

## Karriere

### Verein
Joris Delle begann bei AS Bouligny-Baroncourt, ehe er 2004 über CS Homécourt in die Jugendabteilung vom FC Metz kam. Am 23. Mai 2007 unterschrieb er seinen ersten Profivertrag bei Metz. Sein erstes Spiel als Profi machte er jedoch erst 2010. Im Spiel der Ligue 2 gegen den OC Vannes stand er in der Startelf und trug zum 1:0-Sieg bei.
Nachdem er bei Feyenoord Rotterdam lediglich bei zwei Spielen sowie fünf weiteren Spielen bei der Reservemannschaft im Tor stand, wechselte er im Sommer 2019 zum südafrikanischen Club Orlando Pirates und unterschrieb dort einen Vertrag über drei Jahre. Dort wurde sein Vertrag allerdings im Oktober 2020 schon wieder aufgelöst und der Torhüter war bis zum Saisonende vereinslos, ehe ihn der belgische Erstligist KV Kortrijk ihn mit einem Vertrag mit einer Laufzeit von zwei Jahren verpflichtete. In der Saison 2021/22 bestritt er ein von 34 Ligaspielen und alle drei Pokalspiele des Vereins. In der nächsten Saison stand er bei keinem Spiel im Spieltagskader. 
Seit Ablauf seines Vertrages zum Ende der Saison 2022/23 ist er ohne Verein.

### Nationalmannschaft
Delle spielte zwischen 2005 und 2008 für die U-16-, U-17- und U-18-Nationalmannschaften Frankreichs. Ab 2010 gehört er zwei Jahre lang dem Kader der U-21 an und bestritt für diese acht Partien.